# Дошино
До́шино — деревня в Медынском районе Калужской области России. Входит в состав сельского поселения «деревня Романово». Малая родина Героя Советского Союза В. С. Стригунова.

## География
Находится в пределах Смоленско-Московской возвышенности Русской равнины, на берегах реки Медынка, в 1,3 км от Медыни.

## История
До упразднения уездно-губернского деления входило в состав Романовской волости Медынского уезда.
Во время Медынского восстания (1918 год) мятежники пытались приступом взять уездную тюрьму в Дошино и освободить арестованных советской властью. Некоторое время здесь располагался штаб восстания. Освобождена от фашистов 12 января 1942 года особым полком 5-го воздушно десантного корпуса.

## Население
| 2002 | 2010 |
| ---- | ---- |
| 466  | ↘416 |

## Известные уроженцы, жители
- Стригунов Василий Степанович (1921—1989), Герой Советского Союза, старший летчик 826-го Штурмового авиационного полка.
- Демичев Михаил Егорович (19.10.1966 — 27.02.1986) — воин-интернационалист, служил в Афганистане, погиб в бою[5].

## Инфраструктура
В Дошино находится Медынский психоневрологический интернат.

## Транспорт
Через деревню проходит дорога 29Н-298 (Медынь — Гусево — Гиреево). Останавливается автобус, следующий по маршруту Медынь — Шанский Завод.